# ورود و خروج ممنوع
ورود و خروج ممنوع با نام سابق تک‌دل فیلمی در ژانر کمدی-درام به کارگردانی و نویسندگی امید آقایی و تهیه‌کنندگی مرتضی شایسته، محصول سال ۱۳۹۸ است.

## داستان
داستان یک روحانی به نام حاج آقا یونس دقتی را روایت می‌کند که به عنوان مسئول عقیدتی یک زندان مشغول به کار است. او در زمانی که با چند زندانی برخورد می‌کند، درگیر اتفاقات جالبی می‌شود که زندگی او را تحت‌تأثیر قرار می‌دهد...

## بازیگران
| بازیگر                | نقش                                  |
| --------------------- | ------------------------------------ |
| محمدرضا شریفی‌نیا      | حاج آقا یونس دقتی                    |
| هادی کاظمی            | خسرو مقداری - زندانی فراری           |
| محمدرضا هدایتی        | سعید مروتی - زندانی فراری            |
| اکبر عبدی             | موزون - زندانی                       |
| نیوشا ضیغمی           | زن شبیه به زن یونس-خواهر خسرو مقداری |
| نیوشا ضیغمی           | همسر یونس                            |
| امیر دژاکام           | آقای آزادی - رئیس زندان              |
| سپند امیرسلیمانی      | منصور - قاچاقچی                      |
| علی صادقی             | محمدرضا رستمی - مامور زندان          |
| مجتبی شفیعی           | کامرانِ هومن - زندانی                 |
| پوریا پورسرخ          | آقای شفیعی - معاون زندان             |
| سعید امیرسلیمانی      | محمود شیرازی - زندانی                |
| نیما شاهرخ شاهی       | فرهاد - زندانی                       |
| ماشاالله شاهمرادی‌زاده | حاج احمد حسینی - زندانی              |
| محسن قاضی‌مرادی        | پدر خسرو مقداری                      |
| مهوش وقاری            | مادر خسرو مقداری                     |
| یاسر جعفری            | حاج آقا                              |
| ابوالفضل همراه        | دکتر - زندانی                        |
| پژواک ایمانی          | بلبل - زندانی                        |
| سعید سالمی            | جابر - پیشکار مسجد                   |
| مرتضی علی‌آبادی        | طلبکار حاج یونس                      |
| پوریا محمدی           | امیر زنگی آبادی- زندانی              |
| تورج الوند            | مامور                                |
| ارمیا خندان           | مسیحا                                |
| پیام قنبری            | زندانی                               |

## اکران و انتشار
این فیلم پس از ۴سال توقیف سرانجام در ۱۵ آذر ۱۴۰۲ در سینماهای کشور اکران شدهمچنین در ۹ فروردین ۱۴۰۳ به طور آنلاین در فیلم نت اکران شد،سکانس های حضور نعیمه نظام‌دوست نیز از فیلم حذف شد.